# Luglienga Bianca
Luglienga Bianca ist eine Weißweinsorte. Es handelt sich um eine autochthone Sorte aus dem Norden Italiens. Viele der alternativen Bezeichnung spielen auf die frühe Reife der Beeren ab Ende Juli an. 
Im 14. Jahrhundert ist die Sorte laut Victor Pulliat aus dem Norden Italiens nach Frankreich gekommen.
Die Sorte wurde insbesondere zur Neuzüchtung frühreifender Rebsorten genutzt. Zur Kreuzung der Rebsorte Regner nannte Georg Scheu neben dem Gamay hâtif des Vosges die Rebsorte Lignan Blanc. Die ursprünglichen Angaben von  Scheu konnten in der Zwischenzeit durch DNA-Analyse widerlegt werden.
Siehe auch die Artikel Weinbau in Frankreich und Weinbau in Italien sowie die Liste von Rebsorten.

## Ampelographische Sortenmerkmale
In der Ampelographie wird der Habitus folgendermaßen beschrieben:
- Die Triebspitze ist offen. Sie ist weißwollig behaart, grünlich mit leicht rosafarbenem Anflug. Die rötlichen, blasigen Jungblätter sind nur spinnwebig behaart.
- Die kleinen bis mittelgroßen Blätter (siehe auch den Artikel Blattform) sind hellgrün, fünflappig und tief gebuchtet. Die Stielbucht ist lyren- oder U-förmig offen. Der Blattrand ist spitz gesägt. Die Zähne sind im Vergleich der Rebsorten klein. Die Blattoberfläche (auch Spreite genannt) ist blasig derb.
- Die walzen- bis kegelförmige Traube ist klein bis mittelgroß und dichtbeerig. Die leicht länglichen Beeren sind groß und von blass gelber Farbe. Trotz der dünnen Beerenschale können die Trauben gut transportiert werden und die Beeren können gut in Kühlräumen aufbewahrt werden.

Reife: früh, reift einige Tage vor dem Gutedel

## Eigenschaften
Sie ist anfällig gegen die Pilzkrankheiten Echter Mehltau und Falscher Mehltau.

## Synonyme
Synonyms: 157; Agliana, Agostenga, Agostenga di Aosta, Algiana, Augustaner, Augustaner Uese, Augustaner Weiss, Augustauer, Belga Seidentraube, Belle Alliance, Blanc de Bovelle, Blanc de Champagne, Blanc de Pages, Blanc Precoce de Kientsheim, Blanc Precoce de Kientzheim, Blussard Weiss, Blussard Weisser, Blussart Weiss, Bona In Ca, Bona In Casa, Budazgoher, Buona In Casa, Burchardt's Amber Cluster, Busby's Golden Hamburgh, Champion Dore, Charnu, Cibeba Bila, Early Green Madeira, Early Kienzheim, Early Leipzig, Early White Malvasia, Eichelttraube, Fresa di Mensa, Frueher Grosser Gelber Malvasier, Frueher Grosser Malvasier, Frueher Leipziger, Frueher Orleans, Fruehleipziger, Fruehweisse Zibebe, Fruehweisser, Gelbe Seidentraube, Giugnettina, Godvabne Zhelte, Golden Hamburg, Gostana, Gros Blanc, Grove And Sweetwater, Grove End Sweetwater, Gruene Seidentraube, Gustana, Gustina, Hedvabne Zlute, Joannen Charnu, Joannenc, Jouanen, Jouanenc, Jouannen, Jouannen Charnu, Jouannenc, Jouannene, Juanen, Juliatique, Julliatique Blanc, Julliatique Blanche, Karmelitanka, Karmelitanka Bijela, Kientsheim, Kilianer, Krim Ai Izium, Krim Aj Izyum, Krym Ai Izyum, Krym Yai Izyum, Krymskii Rannii Vinograd, Leipziger, Lignan, Lignan Blanc, Lignenga, Lilanica, Limian, Linian, Linian Belii, Linyan, Linyan Belyi, Lipsia Precoce, Lugiadega, Lugiana Bianca, Lugliana, Lugliata, Lugliatica, Lugliatica Bianca, Luglienca, Luglienco Bianco, Luglienga, Luglienga Bianka, Luglienga Blanca, Luglienga Verde, Lugliese, Lugliese Bianca, Lugliolina, Lugliota, Luigese, Lulienga, Madaleine Blanche, Madalenen, Maddalena Bianca, Madeleine Alb, Madeleine Blanche, Madeleine Verte de la Doree, Madlen Belii, Madlen Belii Rannii, Madlen Belyj Rannij, Margit Fegher, Margit Feher, Margit Korai Feher, Menga, Meslier, Morillon Blanc, Precoce de Hongrie, Precoce de Vaucluse, Pulsar Belyi, Ragusaner Weiss, Raisin de la Saint Jean, Raisin de Vilmorin, Ranka, Retica, Rognaneau, Rumamellas, Rumena Svilavka, S. Giacomo, Saint John's, San Jacopo, Sant' Anna, Santa Anna di Lipsia, Seidentraube, Seidentraube Belga, Seidentraube Gelb, Selkovaia Kist, Shelkovaya Kist, Silltraube, Sokol, St. Anna di Lipsia, St. John’s, Svilanka, Uglienga, Uva Buona In Casa, Uva di Sant’ Anna, Uva di Santanna, Uva Pastora, Uvenga, Vert Precoce de Madere, Vigiriega, Vigne de Mantoue, Waelsch Gelb, Weisse Zibebe, Weisser Kilianer, Witte Leipziger, Zibebe Weisse.